# كارلوس بيلو أوتيرو
كارلوس بيلو أوتيرو (بالإسبانية: Carlos Bello Otero)‏ هو سياسي مكسيكي، ولد في 9 أغسطس 1966 في المكسيك. حزبياً، نشط في حزب العمل الوطني. وقد انتخب عضو مجلس النواب المكسيك.